# Ренне, Василий Егорович
барон Василий Егорович (Георгиевич) фон Рённе (1787—1864) — русский военачальник и государственный деятель, генерал-лейтенант и сенатор.

## Биография
Родился ок. 1787 года. Молодым офицером принимал участие в Заграничных походах Русской армии в 1813—1814 годах. При Дрездене был ранен в руку, а при Кёнигсварте — двумя пулями в обе ноги. За отличия во время Заграничных походов был награждён орденом Святого Владимира 4-й степени с бантом и произведён в штабс-капитаны.
26 декабря 1822 года Рённе был произведен в полковники, служил в гвардейской артиллерии. К 1828 году являлся командиром 1-й батарейной гренадерской артиллерийской роты в составе Сводной гвардейской и гренадерской артиллерийской бригады Отдельного Литовского корпуса. Находясь в этой должности, принял деятельное участие в подавлении Польского восстания 1830-31 годов. Получил чин генерал-майора за отличие в Гроховском сражении, хотя, согласно современнику-мемуаристу, не внёс в ход сражения значительного вклада.
После того, как Польское восстание было подавлено, Рённе стал комендантом крепости Замостье. В эту должность он вступил в 1832 году и тогда же получил  «за бои с польскими мятежниками (состоявшиеся годом ранее) и благоразумную распорядительность» орден Святой Анны 1-й степени.
Уже в следующем году Рённе был переведён из Замостья в Модлин, также на должность коменданта крепости. Десять лет спустя, 10 октября 1843 года, он был произведен в генерал-лейтенанты и назначен комендантом Варшавской цитадели. На этой должности оставался до 1845 года, когда был назначен сенатором в Варшавские департаменты Сената Российской империи и в том же году стал председателем Герольдии Царства Польского.
Когда в 1848 году вспыхнуло Венгерское восстание, Рённе был послан генерал-фельдмаршалом Паскевичем к австрийцам для заключения конвенции о предстоящих совместных военных действиях против венгерских повстанцев в пределах Австрийской империи. Выполнив в точности возложенное на него поручение, Рённе был назначен, 28 мая 1849 года, главным провиантмейстером русской действующей армии, отправленной в Австрию для подавления венгерского восстания. Он оставался на этой должности вплоть до 1850 года, когда русские войска покинули Австрию. За участие в этих событиях был награждён российским орденом Белого Орла и большим крестом австрийского ордена Леопольда.
Вернувшись из Венгерского похода, Ренне по состоянию здоровья вышел в отставку — сказывались последствия старых ран. Скончался в 1864 году.

## Некоторые награды
- орден Святого Владимира 4-й степени с бантом (1813)
- орден Святой Анны 2-й степени
- орден Святого Владимира 3-й степени
- орден Святой Анны 1-й степени (1832)
- Орден Святого Георгия 4-й степени (за выслугу лет; 1 декабря 1838)
- Орден Белого Орла (5 сентября 1849)
- Большой крест Австрийского ордена Леопольда (ок. 1849)
- Орден «За заслуги» («Pour le Mérite») (Королевство Пруссия, ок. 1813-14)